# 1947 na Alemanha
Esta é uma cronologia dos fatos acontecimentos de ano 1947 na Alemanha.

## Eventos
- 10 de abril: O Tratado de Paris é assinado por representantes dos Aliados vencedores da Segunda Guerra Mundial e Alemanha, Bulgária, Finlândia, Hungria, Itália e Romênia.
- 16 de abril: O ex-comandante alemão do campo de concentração de Auschwitz-Birkenau, Rudolf Höss, é executado em Varsóvia, na Polônia.
- 20 de agosto: Sete médicos nazistas são condenados à morte nos Julgamentos de Nuremberg.